# 아카키오스 카히아스빌리스
아카키오스 카히아스빌리스(그리스어: Ακάκιος Καχιασβίλης, 1969년 7월 13일~) 또는 카히 타마지스 제 카히아슈빌리(조지아어: კახი თამაზის ძე კახიაშვილი, 러시아어: Кахи Тамазович Кахиашвили 카히 타마조비치 카히아시빌리[*])는 조지아와 그리스의 역도 선수이다. 올림픽에서 3회 연속으로 금메달을 획득하였으며, 올림픽 역사에서 금메달 3개를 획득한 5명의 선수 중 한 명이다. 그는 독립국가연합 대표팀으로 1992년 하계 올림픽에서 금메달을 획득했고 그리스 국가대표팀 소속으로 1996년과 2000년 하계 올림픽에서 금메달을 획득했다. 또한 세계 선수권 대회에서 금메달 3개, 은메달 2개를 획득했으며, 유럽 선수권 대회에서 금메달 4개, 은메달 2개, 동메달 1개를 획득했다.

## 수상
훈장
- 바흐탄그 1세 훈장 2등급
- 바흐탄그 1세 훈장 3등급
- 대통령 우수 훈장(2018)